# Mesene leucopus
Mesene leucopus is een vlindersoort uit de familie van de prachtvlinders (Riodinidae), onderfamilie Riodininae.
Mesene leucopus werd in 1886 beschreven door Godman & Salvin.